# Atletism la Jocurile Olimpice de vară din 2004 - 400 m garduri (feminin)
Proba de 400 de metri garduri feminin de la Jocurile Olimpice de vară din 2004 a avut loc în perioada 21-25 august 2004 pe Stadionul Olimpic din Atena.

## Recorduri
Înaintea acestei competiții, recordurile mondiale și olimpice erau următoarele:
| Record  | Atletă                  | Rezultat | Loc                    | Data          |
| ------- | ----------------------- | -------- | ---------------------- | ------------- |
| Mondial | Iuliia Pecionkina (RUS) | 52,34 s  | Tula, Rusia            | 8 august 2003 |
| Olimpic | Deon Hemmings (JAM)     | 52,82 s  | Atlanta, Statele Unite | 31 iulie 1996 |

## Rezultate

### Calificări
S-au calificat în semifinale primele două atlete din fiecare serie și următoarele atlete cu cei mai buni 6 timpi. 

#### Seria 1
| Loc | Culoar | Atletă                     | Țară         | Timp  |
| --- | ------ | -------------------------- | ------------ | ----- |
| 1   | 2      | Iuliia Pecionkina          | Rusia        | 53,57 |
| 2   | 7      | Teteana Tereșciuk-Antipova | Ucraina      | 54,63 |
| 3   | 8      | Ulrike Urbansky            | Germania     | 55,15 |
| 4   | 4      | Monika Niederstätter       | Italia       | 55,57 |
| 5   | 6      | Cora Olivero               | Spania       | 56,19 |
| 6   | 5      | Patrina Allen              | Jamaica      | 56,40 |
| 7   | 3      | Aïssata Soulama            | Burkina Faso | 57,60 |

#### Seria 2
| Loc | Culoar | Atletă                       | Țară          | Timp  |
| --- | ------ | ---------------------------- | ------------- | ----- |
| 1   | 2      | Jana Pittman                 | Australia     | 54,83 |
| 2   | 3      | Ekaterina Bikert             | Rusia         | 54,95 |
| 3   | 5      | Natalya Torshina-Alimzhanova | Kazahstan     | 55,22 |
| 4   | 4      | Ieva Zunda                   | Letonia       | 56,21 |
| 5   | 7      | Benedetta Ceccarelli         | Italia        | 56,28 |
| 6   | 6      | Surita Febbraio              | Africa de Sud | 56,49 |

#### Seria 3
| Loc | Culoar | Atletă                  | Țară                       | Timp    |
| --- | ------ | ----------------------- | -------------------------- | ------- |
| 1   | 5      | Ionela Târlea-Manolache | România                    | 54,41   |
| 2   | 4      | Brenda Taylor           | Statele Unite ale Americii | 54,72   |
| 3   | 2      | Nezha Bidouane          | Maroc                      | 55,69   |
| 4   | 8      | Anna Jesień             | Polonia                    | 56,03   |
| 5   | 6      | Shevon Stoddart         | Jamaica                    | 56,61   |
| 6   | 3      | Klodiana Shala          | Albania                    | 1:00,00 |
| —   | 7      | Stephanie Kampf         | Germania                   | NS      |

#### Seria 4
| Loc | Culoar | Atletă                   | Țară                       | Timp     |
| --- | ------ | ------------------------ | -------------------------- | -------- |
| 1   | 5      | Faní Halkiá              | Grecia                     | 53,85 RN |
| 2   | 7      | Lashinda Demus           | Statele Unite ale Americii | 54,66    |
| 3   | 2      | Ekaterina Bahvalova      | Rusia                      | 55,16    |
| 4   | 8      | Debbie-Ann Parris-Thymes | Jamaica                    | 55,21    |
| 5   | 4      | Yvonne Harrison          | Puerto Rico                | 55,84    |
| 6   | 3      | Mame Tacko Diouf         | Senegal                    | 57,25    |
| 7   | 6      | Salhate Djamalidine      | Comore                     | 59,72    |

#### Seria 5
| Loc | Culoar | Atletă           | Țară                       | Timp  |
| --- | ------ | ---------------- | -------------------------- | ----- |
| 1   | 4      | Małgorzata Pskit | Polonia                    | 54,75 |
| 2   | 3      | Sheena Johnson   | Statele Unite ale Americii | 54,81 |
| 3   | 8      | Huang Xiaoxiao   | China                      | 54,81 |
| 4   | 5      | Androula Sialou  | Cipru                      | 55,02 |
| 5   | 2      | Daimí Pernía     | Cuba                       | 55,91 |
| 6   | 6      | Andrea Blackett  | Barbados                   | 56,49 |
| 7   | 7      | Galina Pedan     | Kârgâzstan                 | 59,02 |

### Semifinale
S-au calificat în finală primele patru atlete din fiecare semifinală. 

#### Semifinala 1
| Loc | Culoar | Atletă                       | Țară                       | Timp    |
| --- | ------ | ---------------------------- | -------------------------- | ------- |
| 1   | 6      | Iuliia Pecionkina            | Rusia                      | 53,31   |
| 2   | 3      | Jana Pittman                 | Australia                  | 54,05   |
| 3   | 1      | Sheena Johnson               | Statele Unite ale Americii | 54,32   |
| 4   | 4      | Brenda Taylor                | Statele Unite ale Americii | 55,02   |
| 5   | 8      | Natalya Torshina-Alimzhanova | Kazahstan                  | 55,08   |
| 6   | 5      | Małgorzata Pskit             | Polonia                    | 55,24   |
| 7   | 7      | Ulrike Urbansky              | Germania                   | 56,44   |
| 8   | 2      | Androula Sialou              | Cipru                      | 1:05,72 |

#### Semifinala 2
| Loc | Culoar | Atletă                      | Țară                       | Timp     |
| --- | ------ | --------------------------- | -------------------------- | -------- |
| 1   | 4      | Faní Halkiá                 | Grecia                     | 52,77 RO |
| 2   | 3      | Ionela Târlea-Manolache     | România                    | 53,32    |
| 3   | 6      | Tetiana Tereshchuk-Antipova | Ucraina                    | 53,37 RN |
| 4   | 8      | Ekaterina Bikert            | Rusia                      | 53,79    |
| 5   | 5      | Lashinda Demus              | Statele Unite ale Americii | 54,32    |
| 6   | 7      | Ekaterina Bakhvalova        | Rusia                      | 54,98    |
| 7   | 2      | Debbie-Ann Parris-Thymes    | Jamaica                    | 54,99    |
| 8   | 1      | Huang Xiaoxiao              | China                      | 55,53    |

### Finala
| Loc | Culoar | Atletă                      | Țară                       | Timp  |
| --- | ------ | --------------------------- | -------------------------- | ----- |
| 1   | 4      | Faní Halkiá                 | Grecia                     | 52,82 |
| 2   | 3      | Ionela Târlea-Manolache     | România                    | 53,38 |
| 3   | 1      | Tetiana Tereshchuk-Antipova | Ucraina                    | 53,44 |
| 4   | 8      | Sheena Johnson              | Statele Unite ale Americii | 53,83 |
| 5   | 5      | Jana Pittman                | Australia                  | 53,92 |
| 6   | 7      | Ekaterina Bikert            | Rusia                      | 54,18 |
| 7   | 2      | Brenda Taylor               | Statele Unite ale Americii | 54,97 |
| 8   | 6      | Iuliia Pecionkina           | Rusia                      | 55,79 |